# Arca Continental
Arca Continental — мексиканская компания системы Coca-Cola. Работает в Мексике, Аргентине, Эквадоре, Перу и южных штатах США. Производит и продаёт безалкогольные напитки, бутилированную воду, соки и снэки. В списке крупнейших публичных компаний в мире Forbes Global 2000 за 2022 год заняла 1696-е место.

## История
Arca Continental образовалась в 2011 году в результате слияния Embotelladoras Arca SAB (второй крупнейшей в Мексике бутилирующей компании системы Coca-Cola) с компанией Grupo Continental SAB. Embotelladoras Arca возникла в 2001 году при объединении трёх компаний: Argos была основана в 1926 году, разливала «Кока-колу» с 1936 года; Arma была основана в 1918 году; Procor начала работу по разливу минеральной воды в 1895 году. У этих компаний на момент слияния было по 7 заводов по разливу напитков и несколько заводов по производству пластиковых бутылок.
В 2015 году операции были расширены покупкой Corporacion Lindley (единственного производителя Coca-Cola в Перу), а также соглашением с Coca-Cola Bottling Company UNITED о начале работы в юго-западных штатах США (Техас, Нью-Мексико, Оклахома и Арканзас).

## Собственники и руководство
Крупнейшие акционеры:
- Arca Continental Families Group — 67,5 %
- The Coca-Cola Company — 5,7 %
- BlackRock — 2,33 %
- Capital Research and Management Company — 2,31 %
- The Vanguard Group — 1,02 %

## Деятельность
Объём производства в 2022 году составил 2,37 млрд ящиков напитков (1 усл. ящик=5,678 литра); около 7 % выручки приносит продажа солёных и сладких снэков.
Регионы деятельности по состоянию на 2022 год:
- Мексика — 21 завод, 40 % продаж;
- США — 8 заводов; 35 % продаж;
- Перу — 6 заводов; 8 % продаж;
- Эквадор — 7 заводов, 6 % продаж;
- Аргентина — 3 завода; 5 % продаж.